# Parker (phim 2013)
Parker là bộ phim hành động tâm lý Mỹ của đạo diễn Taylor Hackford thực hiện, công chiếu vào ngày 25 tháng 1 năm 2013. Parker chuyển thể từ một bộ tiểu thuyết có tên Flashfire của nhà văn Donald E. Westlake. Phim có sự tham gia của nam diễn viên võ thuật Jason Statham và nữ diễn viên kiêm ca sĩ Jennifer Lopez.

## Nội dung
Parker là một kẻ cướp chuyên nghiệp, chỉ tham gia những phi vụ lớn, anh có nguyên tắc là không cướp của người nghèo và không làm hại người vô tội. Ông Hurley, người cố vấn của Parker, khuyên anh tham gia cùng một băng cướp anh chưa hề biết tới. Băng cướp gồm có: Melander, Carlson, Ross và Hardwicke. Phi vụ diễn ra thành công, họ cướp được số tiền lớn từ công viên giải trí ở Ohio, nhưng sự cẩu thả của Hardwicke đã làm một người vô tội bị chết trong ngọn lửa.
Nhóm của Melander đề nghị Parker tham gia phi vụ tiếp theo để cướp hàng triệu đôla, nhưng Parker từ chối. Melander cần phần tiền của Parker để đầu tư cho phi vụ tiếp theo. Nhóm của Melander bắn Parker và bỏ anh lại giữa đường. Một gia đình nông dân tìm thấy Parker và đưa anh vào bệnh viện. Trong bệnh viện, Parker cướp bộ đồ y tá nam rồi bỏ trốn. Anh cướp một cửa hàng đổi tiền, trói hai gã bảo vệ lại và ăn cắp một chiếc xe hơi.
Parker nói với Hurley rằng anh muốn truy đuổi nhóm của Melander. Nhóm của Melander đã đến Palm Beach, Florida để chuẩn bị cho phi vụ tiếp theo. Biết được Parker vẫn còn sống, nhóm của Melander liền thuê tên sát thủ Kroll đi tiêu diệt Parker. Kroll định bắt cóc Claire, bạn gái của Parker và cũng là con gái của Hurley, nhưng cô chạy thoát được. Hurley lo lắng và đề nghị Parker bỏ trốn cùng với Claire, nhưng Parker vẫn muốn trả thù.
Ở Palm Beach, Parker với danh tính giả "Daniel Parmitt", giả làm đại gia từ Texas đang tìm mua một căn nhà. Leslie Rodgers, cô nhân viên môi giới bất động sản, giới thiệu cho Parker xem mấy căn nhà. Parker chỉ thích căn nhà của người đàn ông tên Rodrigo. Thực ra Rodrigo chính là Melander, người đang ở trong căn nhà đó cùng với đồng bọn chuẩn bị cướp số nữ trang trị giá hàng chục triệu đôla. Parker quay lại căn nhà đó, đột nhập vào trong và phá hỏng mấy khẩu súng của nhóm Melander.
Leslie phát hiện ra Parker đang dùng danh tính giả. Cô muốn giúp đỡ cho Parker vì cô có nhiều kiến thức về vùng này. Parker kêu Leslie cởi đồ ra để chứng minh cô không mang theo máy nghe trộm. Cả hai lên kế hoạch cướp số nữ trang của Melander sau khi hắn cướp chúng từ buổi đấu giá. Kroll biết được Parker đang ở Palm Beach nên hắn đi tìm giết anh. Sau một cuộc ẩu đả đẫm máu, Parker đá Kroll ra khỏi ban công khách sạn.
Sáng hôm sau, cảnh sát Jake Fernandez đến hỏi Leslie vài câu sau khi biết cô đang giao dịch với "Daniel Parmitt". Cô bị sốc khi thấy Parker mình đầy máu me đang trốn trong nhà cô. Theo lời yêu cầu của Parker, Leslie gọi điện cho Claire, người đã đến băng bó vết thương cho Parker.
Nhóm của Melander đã cướp được số nữ trang từ buổi đấu giá. Chúng bơi về căn nhà, nhưng không biết Parker đang chờ đợi phục kích chúng. Nghĩ rằng Parker cần giúp đỡ, Leslie tiến đến gần khu vườn để rồi bị bắt. Nhóm của Melander tra khảo Leslie, cho rằng cô đang hợp tác với Parker. Parker sau đó giết chết nhóm của Melander. Parker và Leslie mang số nữ trang đi.
Sáu tháng sau, Parker đến Chicago giết chết ông trùm tội phạm đã thuê Kroll đi giết anh. Một năm sau, Leslie nhận được hai cái hộp chứa đầy tiền do Parker gửi đến để chia phần cho cô. Parker cũng tặng số tiền lớn cho gia đình nông dân đã cứu mạng anh trước đó.

## Diễn viên
- Jason Statham vai Parker
- Jennifer Lopez vai Leslie Rodgers
- Michael Chiklis vai Melander
- Wendell Pierce vai Carlson
- Clifton Collins Jr. vai Ross

Áp phích chiếu rạp ở Mỹ

- Micah A. Hauptman vai August Hardwicke
- Bobby Cannavale vai Jake Fernandez
- Patti LuPone vai Ascension
- Carlos Carrasco vai Norte
- Emma Booth vai Claire
- Nick Nolte vai Hurley
- Daniel Bernhardt vai Kroll
- Dax Riggs vai Dax Riggs
- Billy Slaughter vai Nhân viên bảo vệ Ben